# Cescau (Ariège)
Cescau ist eine französische Gemeinde mit 162 Einwohnern (Stand 1. Januar 2022) im Département Ariège in der Region Okzitanien. Sie gehört zum Kanton Couserans Ouest und zum Arrondissement Saint-Girons.
Nachbargemeinden sind Arrout im Nordwesten, Balaguères im Norden, Engomer im Nordosten, Castillon-en-Couserans im Süden und Audressein im Westen.

## Bevölkerungsentwicklung
| Jahr      | 1962 | 1968 | 1975 | 1982 | 1990 | 1999 | 2008 | 2015 |
| --------- | ---- | ---- | ---- | ---- | ---- | ---- | ---- | ---- |
| Einwohner | 125  | 117  | 100  | 106  | 90   | 105  | 138  | 133  |